# Reggenza di Tulang Bawang Barat
La reggenza di Tulang Bawang Barat o reggenza di ulang Bawang Occidentale (in indonesiano: Kabupaten Tulang Bawang Barat) è una reggenza dell'Indonesia, situata nella provincia di Lampung.